# BMW M6
BMW M6 je najjači model BMW serije 6. Prva generacija je u proizvodnji od 1984. a druga od 2005. godine. Poput normalne serije 6 i M6 dijeli motor i ostale stvari s BMW M5 modelom.

## Prva generacija
Prvi M6 je poput i ostalih M automobila toga vremena imao različite motore ovisno o tržištu, u Europi je imao 286 ks a u Sjeveronj Americi 252 ks, također u Europi se zvao M635CSi a u Sjevernoj Americi M6. Do 100 km/h je ubrzavao za 6,4 sekunde a maksimalna brzina je 255 km/h. Mjenjač je bio ručni s 5 stupnjeva.

## Druga generacija
Druga generacija je ista M5 E60 modelu što znači da ima V10 s 507 ks i SMGIII mjenjač. 2006. godine je predstavljena i kabriolet inačica.
M6 Coupe specifikacije
Kotači
Dimenzije prednjih guma	        255/40 ZR 19
Dimenzije stražnjih guma	285/35 ZR 19
Dimenzije prednjih kotača	8,5 J x 19 ET 12 legura aluminija
Dimenzije stražnjih lotača	9,5 J x 19 ET 17 legura aluminija
Motor/Mjenjač
Cilindri/ventili	10/4
Obujam u ccm	4999
Hod/promjer u mm	75,2/92
Najveća snaga u kW pri 1/min	373 (507)/7750
Najveći okretni moment u Nm pri 1/min	520/6100
Mjenjač 	Getrag SMGIII 7 stupnjeva sekvencijalni s jednim kvačilom
Masa u kg
Masa neopterećenog vozila EU	1785
Najveća dopuštena masa	2200
Dopušteno opterećenje	490
Dopušteno opterećenje prednje i stražnje osovine	1090/1200
Performanse
Vuča (cw)	0,32
Najveća brzina (km/h)	250
Ubrzanje 0 - 100 km/h (s)	4,6
Ubrzanje 80 - 120 km/h u 4./5. brzini (s)	4,4/-
Potrošnja goriva
Gradska (l/100 km)	21,4
Izvan gradska (l/100 km)	10,2
Kombinirana (l/100 km)	14,3
Emisija CO2 (g/km)	342
Obujam spremnika goriva l (otprilike)	70

M6 Convertible specifikacije
Kotači
Dimenzije prednjih guma	        255/40 ZR 19
Dimenzije stražnjih guma	285/35 ZR 19
Dimenzije prednjih kotača	8,5 J x 19 ET 12 legura aluminija
Dimenzije stražnjih lotača	9,5 J x 19 ET 17 legura aluminija
Motor/Mjenjač
Cilindri/ventili	10/4
Obujam u ccm	4999
Hod/promjer u mm	75,2/92
Najveća snaga u kW pri 1/min	373 (507)/7750
Najveći okretni moment u Nm pri 1/min	520/6100
Mjenjač 	Getrag SMGIII 7 stupnjeva sekvencijalni s jednim kvačilom
Masa u kg
Masa neopterećenog vozila EU	2005
Najveća dopuštena masa	2380
Dopušteno opterećenje	450
Dopušteno opterećenje prednje i stražnje osovine	1120/1290
Performanse
Vuča (cw)	0,34
Najveća brzina (km/h)	250
Ubrzanje 0 - 100 km/h (s)	4,8
Ubrzanje 80 - 120 km/h u 4./5. brzini (s)	4,7/-
Potrošnja goriva
Gradska (l/100 km)	22,0
Izvan gradska (l/100 km)	10,6
Kombinirana (l/100 km)	14,7
Emisija CO2 (g/km)	352
Obujam spremnika goriva l (otprilike)	70